# Jim Talent

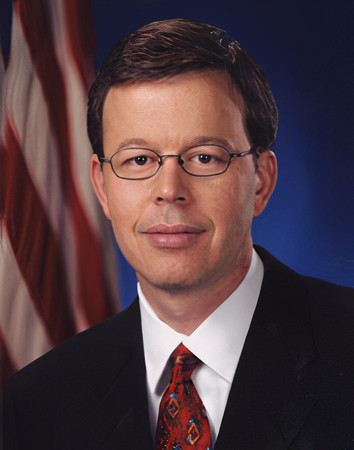
Jim Talent

James Matthes „Jim“ Talent (* 18. Oktober 1956 in St. Louis, Missouri) ist ein amerikanischer Politiker der Republikanischen Partei. Er vertrat den Bundesstaat Missouri in beiden Kammern des Kongresses.

## Familie, Ausbildung und Beruf
James „Jim“ Talent wuchs in Des Peres, einer Vorstadt von St. Louis, in einer jüdischen Mittelschichtfamilie auf. Seine Großeltern väterlicherseits waren aus Russland kurz nach der Oktoberrevolution 1917 eingewandert, die deutschen Vorfahren seiner Mutter hatten sich in den 1830er Jahren in der Gegend angesiedelt. Sein Vater schloss als erster in der Familie eine höhere Ausbildung ab und hatte die Harvard Law School besucht. Seinem Studium an der Washington University in St. Louis (Bachelor in Politikwissenschaft 1978) und an der University of Chicago (Juris Doctor 1981) folgte 1982/83 eine Tätigkeit als Referendar für den Richter Richard Posner am US-Berufungsgericht. Außerdem lehrte er an der Washington University Recht. Als Rechtsanwalt arbeitete Talent zunächst von 1981 bis 1987 in einer Gemeinschaftskanzlei (Moller Talent Kuethanl Welch), von 1988 bis 1992 in der Großkanzlei Lashly and Baer in St. Louis.
Er ist seit 1984 verheiratet mit Brenda Lyons; sie haben zwei Töchter und einen Sohn. Der in einer jüdischen Familie aufgewachsene Talent konvertierte nach einer Radiopredigt von James Dobson zum Christentum. Der Presbyterianer lebt in Chesterfield.

## Politische Laufbahn
Politisch engagierte sich Jim Talent erstmals 1984, als er in das Repräsentantenhaus von Missouri gewählt wurde. Im 96. Bezirk dieses Unterhauses der State Legislature wurde er mehrfach wiedergewählt und war dort von 1988 bis 1992 Fraktionsführer der Republikaner, die damals in der Minderheit waren (minority leader). Bei der Wahl 1992 trat er für das Repräsentantenhaus der Vereinigten Staaten an und schlug die Mandatsinhaberin der Demokraten, Joan Kelly Horn, knapp mit 51 zu 49 Prozent der Stimmen. Er gehörte dem Kongress ab dem 3. Januar 1993 für den 2. Kongresswahlbezirk Missouris an, der die südwestlichen Vorstädte von St. Louis umfasst. Von 1997 bis 2001 war er Vorsitzender des Ausschusses für Kleinunternehmen. Im Jahr 2000 trat er nicht wieder für den Kongress an, sondern bewarb sich bei der Wahl zum Gouverneur Missouris. Er unterlag knapp dem Demokraten Bob Holden und schied am 3. Januar 2001 aus dem Kongress aus. Sein Nachfolger war Todd Akin.
Zwei Jahre später gewann er bei der Nachwahl für den Senat der Vereinigten Staaten am 5. November 2002 eines der beiden Mandate Missouris gegen Jean Carnahan, die Witwe des bei einem Flugzeugabsturz ums Leben gekommenen Senators Mel Carnahan, und füllte dadurch die restliche Mandatszeit Carnahans bis Januar 2007 aus. Der Wahlausgang war lange unklar gewesen und von starken Spendeneinnahmen auf beiden Seiten geprägt gewesen, wobei Talent Unterstützung aus dem Weißen Haus erhalten hatte. Bei der nächsten regulären Wahl 2006 trat er gegen die Demokratin Claire McCaskill an und wurde von ihr am 7. November 2006 in einem Kopf-an-Kopf-Rennen geschlagen. Seine finanziellen Mittel für den Wahlkampf überstiegen, auch dank Mithilfe des Vizepräsidenten Dick Cheney beim Spendensammeln, die seiner Gegenkandidatin.
Talent zog sich aus der aktiven Politik zurück, obwohl er 2008 und 2012 erneut als Gouverneurskandidat Missouris gehandelt wurde. Er praktizierte wieder als Anwalt und war in Washington, D.C. als Lobbyist aktiv. 2008 und 2012 unterstützte er jeweils Mitt Romney für die Kandidatur seiner Partei, bei der Wahl 2016 den Gouverneur Wisconsins Scott Walker. Er beriet den gewählten Präsidenten Donald Trump bei dessen Präsidentschaftsübergang und war als möglicher Verteidigungs- oder Handelsminister im Kabinett Trump I im Gespräch.

## Positionen
Talent gilt als dezidiert konservativ und war ein wichtiger Unterstützer der Regierung George W. Bush. Er hat sich gegen Stammzellenforschung ausgesprochen und unterstützte den Vorschlag für einen Verfassungszusatz, durch den das Verbrennen der amerikanischen Flagge zu einer strafbaren Handlung geworden wäre (Flag Desecration Amendment).

## Belege
1. 1 2  Michael Jim Talent. In: Russian Heritage Museum.
2. ↑  Dan Gilgoff: The Jesus Machine. In: Huffington Post, 12. März 2007.
3. ↑  James Talent’s Biography. In: Vote Smart.
4. ↑  The 1992 Elections: State by State. In: The Washington Post, 5. November 1992.
5. ↑  John Mercurio: Fight for control of Senate intensifies. In: CNN.com, 1. November 2002.
6. ↑  Talent, Jim. In: Our Campaigns.
7. ↑  Siehe die Grafik zur politischen Ausrichtung innerhalb des Senats: Sen. James “Jim” Talent. In: Govtrack.us.

| Personendaten    | Personendaten            |
| ---------------- | ------------------------ |
| NAME             | Talent, Jim              |
| ALTERNATIVNAMEN  | Talent, James Matthes    |
| KURZBESCHREIBUNG | amerikanischer Politiker |
| GEBURTSDATUM     | 18. Oktober 1956         |
| GEBURTSORT       | St. Louis, Missouri      |